# 奧蘭治親王亞歷山大
威廉·亚历山大·卡雷尔·亨德里克·弗雷德里克（Willem Alexander Karel Hendrik Frederik，1851年8月25日—1884年6月21日），是荷蘭國王威廉三世的第三子，荷兰王子，奥兰治-拿骚王子，奥兰治亲王。在长兄威廉去世之后成为王位继承人直到去世。